# Poa formosae
Poa formosae är en gräsart som beskrevs av Jisaburo Ohwi. Poa formosae ingår i släktet gröen, och familjen gräs. Inga underarter finns listade i Catalogue of Life.